# 戴夫·克赖顿
戴夫·克赖顿（英語：David Theodore Creighton，1930年6月24日—2017年8月18日），是一名加拿大冰球运动员。
1948年至1949年NHL赛季，克赖顿加入波士顿棕熊。之后在多伦多枫叶、芝加哥黑鹰、纽约游骑兵效力，1959年至1960年赛季后离开。之后他还在美国冰球联盟效力。1969年至1970年，担任普罗维登斯红队教练。其子亚当·克莱顿也在NHL比赛。